# Florencio Repollés Julve
Florencio Repollés Julve (Caspe, Zaragoza, 4 de abril de 1931-Zaragoza, 8 de marzo de 1986) fue un abogado y político español.

## Reseña biográfica
Abogado.
Presidente y miembro fundador de la Asociación de los Intereses del Bajo Aragón (DEIBA), 1975.
Miembro del Partido Socialista Obrero Español.
Alcalde de Caspe, 1979,
Diputado Provincial de Zaragoza. Reelegido en las elecciones de 1983.
Presidente de la Ejecutiva Regional del Partido Socialista Obrero Español.
Del 08 de junio de 1983 al 08 de marzo de 1986 fue Presidente de la Diputación Provincial de Zaragoza.
Falleció repentinamente en Caspe el 8 de marzo de 1986.
Su hija  Sira Repollés Lasheras fue consejera de sanidad del Gobierno de Aragón.

| Predecesor: María Pilar Salvo Salanova | Presidente de la Diputación Provincial de Zaragoza 8 de junio de 1983 - 8 de marzo de 1986 | Sucesor: Carlos Alegre Sero |